# Northern Helicopter
Northern Helicopter GmbH (NHC) ist ein deutscher Helikopterdienstleister mit Sitz Emden und Basis auf dem Flugplatz Emden. Das Unternehmen ist eine Tochtergesellschaft der DRF Stiftung Luftrettung gemeinnützige AG (DRF Luftrettung) und ist Mitglied beim DHV e. V. – Deutscher Hubschrauber Verband.

## Geschichte
Das Unternehmen wurde am 18. August 1998 als Teuto-Air Lufttransporte GmbH gegründet und am 11. November 2009 in Northern HeliCopter GmbH umbenannt.
Seit Oktober 2008 betreibt NHC Northern Helicopter den Ambulanzflugbetrieb von den Ostfriesischen Inseln zum Festland.
Im Januar 2019 übernahm die DRF Luftrettung das Unternehmen.
Anfang Oktober 2022 wurde bekannt, dass Northern HeliCopter den Werftbetrieb am JadeWeserAirport, den Bereich Continuing Airworthiness Management Organisation (CAMO), den Bereich Approved Training Organisation (ATO) und den Seelotsenversatz zum 15. Dezember 2022 von Wiking Helikopter Service übernimmt. 50 Mitarbeiter und zwei für den Seelotsenversatz erforderliche Hubschrauber vom Typ Airbus H145 wurden übernommen. In der Unternehmensgliederung gliedert sich die CAMO bei der DRF Maintenance GmbH & Co. KG an.
Im Dezember 2022 wurde der Ambulanzhubschrauber vom Flugplatz Emden auf den Flugplatz Norden-Norddeich verlegt. Dieser hat durch die durch den Kunden Ørsted vorhandene Indikation, welcher Offshore-Windparks vor den Inseln Borkum und Norderney betreibt, eine Rettungswinde erhalten. So können nun Leichtverletzte und per Windenrettung stabil zu rettende Mitarbeitende durch Northern Ambulance 06 betreut werden um Northern Rescue 1 einsatztechnisch zu entlasten.
NHC Northern expandierte den Standort in Norden im Jahr 2024, indem ein Hangar für 2 Maschinen in Kooperation mit FLN entstand. NHC06 war zwischenzeitlich interimsweise im Hangar von HTM Offshore eingemietet. Der Bereich Seelotsenversatz wird nun von der Crew des "NHC 48" zusätzlich von Norden aus übernommen.

## Dienstleistungen
Northern Helicopter betreibt Luftrettung für die Offshore-Windindustrie in Nord- und Ostsee sowie Ambulanzflugbetrieb an der Ostfriesischen Küste für die vorgelagerten Inseln. Darüber hinaus steht das Unternehmen für weitere individuelle Aufträge zur Verfügung.

### HEMS
Alarmiert werden die HEMS Hubschrauber von NHC über die Leitstelle der Gesellschaft für maritimes Notfallmanagement mbH (GMN). Angesiedelt ist diese bei der Seenotleitstelle MRCC Bremen der Deutsche Gesellschaft zur Rettung Schiffbrüchiger.

### Rettungs- und Ambulanzhubschrauber
| Rufname BOS                              | Rufname | Ort                | Land | Internet   | Einsatzzeiten | Bemerkung                                                       |
| ---------------------------------------- | ------- | ------------------ | ---- | ---------- | ------------- | --------------------------------------------------------------- |
| Northern Rescue 01                       | NHC01   | Sankt Peter-Ording | SH   | Datenblatt | Tag & Nacht   | Rettungshubschrauber, Offshore, Rettungswinde                   |
| Northern Rescue 02                       | NHC02   | Dreschvitz         | MV   | Datenblatt | Tag & Nacht   | Rettungshubschrauber, Offshore, Rettungswinde                   |
| Northern Rescue ? (noch nicht in Dienst) | NHC?    | Norden-Norddeich   | NI   |            | Tag & Nacht   | Rettungshubschrauber, Offshore, Rettungswinde                   |
| Northern Ambulance 06                    | NHC06   | Norden-Norddeich   | NI   | Datenblatt | Tagsüber      | Ambulanzhubschrauber, Offshore, Rettungswinde (Leichtverletzte) |

## Flotte
Mit Stand Oktober 2023 besteht die Flotte von Northern Helicopter aus zwölf Hubschraubern:
| Hubschraubertyp             | Anzahl | Besatzung | Bild |
| --------------------------- | ------ | --- | ---- |
| Airbus Helicopters H155     | 4      | HEMS-Konfiguration: 2 Piloten, 1 Windenoperator, 1 Notarzt, 1 Notfallsanitäter (HEMS-TC) (maximal 1 Patient) Transport-Konfiguration: 2 Piloten (maximal 10 Passagiere) |      |
| BK 117 C1                   | 3      | 2 Piloten, Crew-Konfiguration oder 2 Piloten, Stretcher (Trage) Diverse Konfigurationen in der Aufgabe als Bordhubschrauber des Forschungsschiffes Polarstern Jede Expedition wird durch 2 Maschinen begleitet, eine übernimmt die Forschungsaufgaben und die zweite dient als Backup und letzte Rückfallebene Luftfahrzeugkennzeichen: D-HAPS \| D-HARK \| D-HAOE |      |
| BK117 B2                    | 1      | 1 Pilot, 2 Notfallsanitäter (maximal 1 Patient) |      |
| Airbus Helicopters H145 D-2 | 4      | Seelotsenversatz: 2 Piloten, 1 Windenoperator, verschiedene Konfigurationen für Seelotsen Ambulanzflugbetrieb: 1 Pilot, 2 Notfallsanitäter mit Windenbefähigung (TC-HHO) (maximal 1 Patient) Luftfahrzeugkennzeichen: D-HOAE \| D-HOAF \| D-HOAG (ehemals Wiking Helikopter Service) \| D-HDSJ                                                                     |      |
| Gesamt                      | 12     | |      |

2025 hat Northern Helicopter drei weitere Hubschrauber von dem Unternehmen Milestone Aviation übernommen. Zwei Hubschrauber vom Typ H155 und einen vom Typ H145.